# Ашкеназы

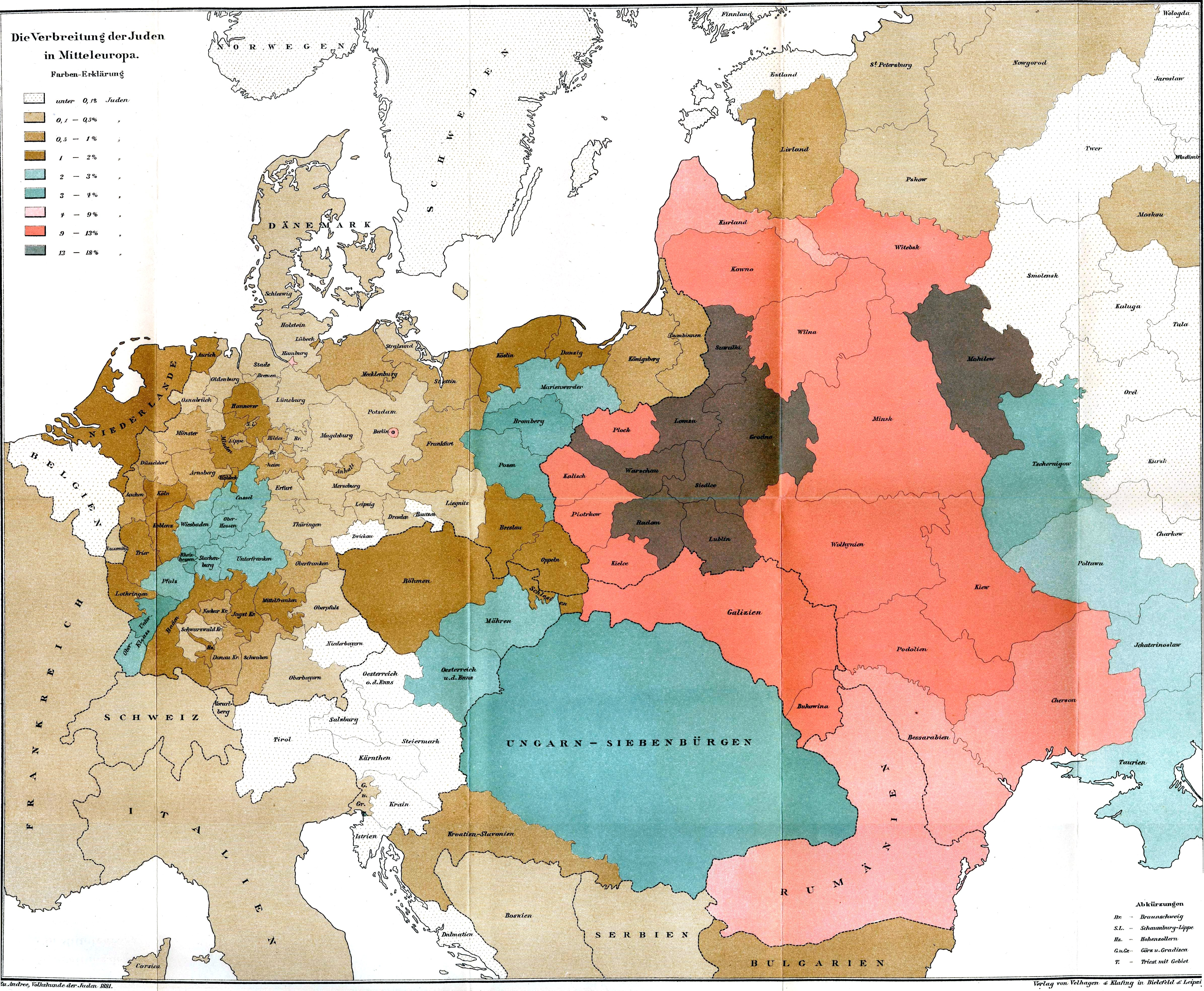
Расселение ашкеназов в Центральной Европе (1881)

Ашкена́зы (ашкена́зские евре́и, идиш אַשכּנזים‎, ивр. אשכנזים‎ мн. ч. ашкенази́м; ед. ч. ашкена́зи) — субэтническая группа евреев, сформировавшаяся в Центральной Европе.
Употребление этого названия для данной культурной общности зафиксировано источниками, относящимися к XIV веку. Исторически бытовым языком подавляющего большинства ашкеназов был идиш, принадлежащий к германской ветви индоевропейской языковой семьи. Термин происходит от слова «Ашкена́з» — семитского названия средневековой Германии в средневековой раввинской литературе. Германия воспринималась как место расселения потомков Аскеназа, внука Иафета. По состоянию на конец XX века ашкеназы составляют бо́льшую часть евреев мира — около 80 %, а среди евреев США их доля ещё выше. Однако в Израиле они составляют лишь около половины еврейского населения. Другой крупной группой являются сефарды — субэтническая группа евреев, оформившаяся в странах Средиземноморья.

## Происхождение и история

### Происхождение
Поскольку ашкеназы — это германоязычные европейские евреи, то их историю принято начинать с появления евреев на берегах Рейна, который в Античности служил границей между Римом и германскими племенами. Приход евреев на эти земли связан с расширением Римской империи, поглотившей в I веке Иудею. Еврейские общины широко распространяются по городам Империи. Уже в I веке еврейские общины появляются к северу от Альп в Галлии. В 321 году в Колонии Агриппина (современный Кёльн) существовала еврейская община. Однако эта группа евреев скорее была романиотами и ещё не могла считаться настоящими ашкеназами, поскольку идиш к тому времени ещё не сформировался, а разговорным языком Империи была латынь. Возможно, эта группа евреев была изгнана из Франции (Галлии) королём Дагобертом I в VII веке.
В 801 году упоминается имя Ицхака, жившего в столице Франкского государства городе Ахен. Его называют «праотцом ашкеназских евреев». Карл Великий поручил ему организацию посольства к арабскому халифу Харуну ар-Рашиду. Очевидно, это успешное предприятие способствовало тому, что уже к 960 году ашкеназийские общины глубоко укоренились по берегам Рейна. История сохранила имя раввина Майнца тех лет — Гершом бен Иегуда, которому приписывают запрет полигамии. В Германии создаются многие центры иудаизма (Вормс, Шпайер, Страсбург) и основным бытовым языком общения у иудеев становится германский (идиш). В составе Священной Римской империи германской нации германоязычные иудеи культурно и лингвистически ассимилируют миграционный поток итальянских иудеев, живших со времён Римской республики на Апеннинском полуострове.
В эпоху Крестовых походов (c XI века) начинается рост напряжённости между евреями и местным населением, подогреваемый распространением кровавого навета. В XIII веке евреям предписывается носить отличительные знаки (жёлтую шестиконечную звезду Давида) и селиться в определённых местах (гетто). Кое-где их изгоняют из страны. Например, евреи были изгнаны из Англии в 1290 году. Среди известных лидеров ашкеназов этого периода называется Меир из Ротенбурга.

### Генетические исследования
По одному из исследований, по отцовской линии самая распространённая гаплогруппа среди ашкеназов с корнями из Польши — Y-хромосомная гаплогруппа R (около 30 %). Исследования распространённости разных гаплогрупп и конкретных субклад среди разных групп ашкеназов и среди народов Европы и Ближнего Востока позволяет предположить, что большинство ашкеназов — потомки переселенцев с Ближнего Востока в Европу (через Италию), причём группа основателей прошла в какой-то момент через «бутылочное горлышко», сократившее количество мужчин в группе до 350. Современные методы и количество собранного генетического материала не позволяют датировать время переселения, точнее чем интервал 1300—2200 лет тому назад. Среди ашкеназов-левитов 65 % имеют субклад R1a-M582 Y-хромосомной гаплогруппы R1a1a1b2-Z93>R1a1a1b2a-Z94 (находимый также среди ашкеназов в целом и в незначительных количествах — у других народов Ближнего Востока), и предположительно происходят от одного предка, жившего на Ближнем Востоке 2600—3600 лет назад.

#### Исследования происхождения по материнской линии
В 2013 году были опубликованы результаты исследования наследуемой по материнской линии митохондриальной ДНК ашкеназских евреев, возводящие их происхождение практически исключительно к исходному женскому полу на территории северной Италии — подавляющее большинство ашкеназов оказалось потомками всего лишь четырёх женщин, притом неевреек (полагают, что их взяли в жёны молодые неженатые переселенцы).

#### Исследование распределения частоты аллелей
Впервые осуществлённое исследование распределения частоты аллелей в целиком секвенированных геномах 128 ашкеназских евреев (2014) оценило их происхождение примерно поровну из ближневосточных и европейских исходных популяций. Это же исследование показало, что 25—32 поколения назад (приблизительно в XV веке) произошло резкое — до 300—400 человек — сокращение популяции предков этой субэтнической еврейской группы, из которых в последующие столетия и выросли современные ашкеназы. По расчётам учёных из Йеля, Института Альберта Эйнштейна, Еврейского университета Иерусалима и Мемориального онкологического центра Слоана-Кеттеринга в Нью-Йорке, исследовавших генетическую формулу ашкеназских евреев, все ашкеназские евреи являются потомками примерно 350 человек, живших 600—800 лет назад (то есть ашкеназы прошли в то время через «бутылочное горлышко».
|             |                        | E1b1b1 (M35)  | E1b1b1 (M35)   | G (M201)   | J1 or J* (12f2b) | J1 or J* (12f2b) | J2 (M172)   | J2 (M172)   | Q1 (P36)   | R1a1a (M17) | R1b1 (P25)    | R1b1 (P25)  |
|             | Число протестированных | E1b1b1a (M78) | E1b1b1c (M123) | G2c (M377) | J1 (M267)        | J*               | J2a* (M410) | J2a1b (M67) | Q1b (M378) |             | R1b1b2 (M269) | R1b1* (P25) |
| ----------- | ---------------------- | ------------- | -------------- | ---------- | ---------------- | ---------------- | ----------- | ----------- | ---------- | ----------- | ------------- | ----------- |
| Хаммер 2009 | Много                  | ~3 %          | ~17 %          | ~7 %       | ~17 %            | ~17 %            | ~6 %        | ~14 %       | ~7 %       | ~12 %       | ~9 %          | ~2 %        |
| Бехар 2004  | 442                    | 16,1 %        | 16,1 %         | 7.7 %      | 19 %             | 19 %             | 19 %        | 19 %        | 5.2 %      | 7.5 %       | 10 %          | 10 %        |
| Семино 2004 | ~80                    | 5.2 %         | 11.7 %         | Not tested | 14.6 %           | 12.2 %           | 9.8 %       | Not tested  | Not tested | Not tested  | Not tested    | Not tested  |
| Небель 2001 | 79                     | 23 %          | 23 %           | ?          | 19 %             | 19 %             | 24 %        | 24 %        | ?          | 12.7 %      | 11,4 %        | 11,4 %      |
| Шен 2004    | 20                     | 10 %          | 10 %           | 5 %        | 20 %             | 5 %              |             | 15 %        | 5 %        | 20 %        | 10 %          |             |

### Польская родина
В XIII веке невыносимые условия жизни для евреев в Западной Европе контрастировали с благожелательностью к ним польских королей. Первая грамота, защищающая права евреев на территории Польши, была подписана королём Болеславом в 1264 году. Привилегии евреев были расширены королём Казимиром III. Относительно «тепличные» условия привели к тому, что ашкеназы на некоторое время почувствовали себя в Польше как дома. Численность евреев росла и они образовывали общины не только в крупных торговых центрах страны, но и в небольших «местечках» на востоке страны, где они служили своеобразной прослойкой между польской шляхтой и местным православным населением. К XVI веку численность евреев в Польше составляла 80 % евреев всего мира. Возникла потребность в координации действий отдельных общин: появились кагалы и главные раввины. В это время строятся каменные синагоги в Гродно (Большая хоральная синагога) и Львове (Золотая Роза). В Кракове рождается великий иудейский богослов Махарша. Евреев в Речи Посполитой в это время — до 10 % всего населения.
В XVII веке разгорелся острый национально-экономический конфликт, подогреваемый политическими интересами соседей. Восстание Хмельницкого привело к возникновению ашкеназийской диаспоры в Османской империи и Западной Европе. Также это усилило мистические настроения среди евреев и привело к зарождению хасидизма, центрами которого стали Белз, Бердичев, Брацлав, Любавичи, Меджибож и Чернобыль. Основателем хасидизма считается Баал-Шемтов. В XVIII веке во Львове появилась первая хасидская синагога Бейт Хасидим. Центром сопротивления хасидизму на основе сохранения традиционного иудаизма стали еврейские общины Литвы (Миснагдим), а Вильнюс благодаря деятельности Виленского Гаона получил даже прозвище литовского Иерусалима.
К этому времени большинство западноевропейских стран либо представляли собой «свободные от евреев» земли, как Франция, либо населялись сефардами, как Нидерланды и Англия. Маленькие общины в германских городах влачили жалкое существование от изгнания до изгнания и численно значительно уступали восточным. Депопуляция Германии после Тридцатилетней войны открыла польским ашкеназам дорогу на запад.
Тем не менее, численность евреев на территории Польши продолжала расти и к 1831 году превысила 430 тыс. человек, а к началу XX века достигла отметки в 1,7 млн человек. Свыше 90 % евреев проживало в городах и принимало активное участие в предпринимательской деятельности.
Непоправимый удар по еврейству в Польше нанёс геноцид со стороны немецких оккупантов и коллаборантов в годы Второй мировой войны. Численность польских евреев сократилась за годы войны с 3 млн до 380 тыс. человек.

### Позднейшая история
Разделы Речи Посполитой и эпоха Просвещения в XVIII веке привели к тому, что Западная Европа вновь обрела привлекательность в глазах ашкеназов. В Германии отношение к евреям смягчается и появляется феномен Хаскала (еврейского просвещения), инициированного Мозесом Мендельсоном. Демографический и экономический напор, который оказывали евреи на раздираемые противоречиями раннего капитализма государства Европы, породили новый кризис. Выражением этого кризиса стали политический антисемитизм и массовая эмиграция ашкеназов в Новый Свет, в том числе из России, под чью власть евреи попали после разделов Польши и где до начала XX века существовала черта оседлости. Самым известным городом в Российской империи со значительным еврейским населением была Одесса.

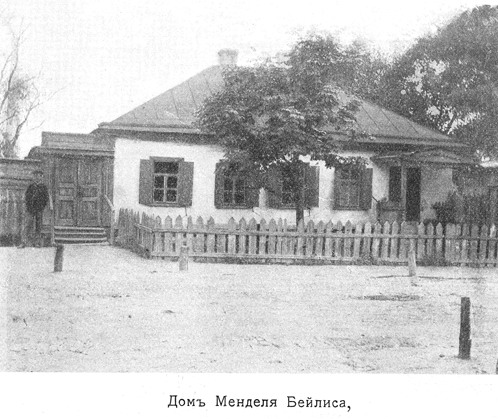
Дом Менделя Бейлиса, 1910-е годы

В 1880 году в Российской империи проживало 67 % от общей численности еврейского народа. По мнению Александра Солженицына, после отмены в 1861 году крепостного права и либеральных реформ Александра II, ликвидировавших преимущество лично свободных евреев как арендаторов и посредников в торгово-промышленных сделках, произошло резкое обогащение самой состоятельной части ашкеназийской общины и столь же резкое обеднение всех остальных. Следствием ухудшения материального положения стал исход ашкеназийской молодёжи, с одной стороны, в революционное движение (где пик потерь приходится на годы русской революции и гражданской войны), а с другой — в эмиграцию (суммарная еврейская эмиграция из России за период 1880—1914 годов составила 1,7—2 млн человек). По данным Саймона Кузнеца, из черты оседлости во внутреннюю Россию, прежде всего в столицу — Санкт-Петербург, отправлялись евреи с высоким уровнем дохода и/или образования, а менее образованные и более бедные — в Европу и Новый Свет. К активному участию ашкеназов в революционном движении (где предложенный ашкеназом Карлом Марксом проект социалистического интернационала стал идейной базой для рабочих революций) и эмиграции подтолкнули начавшиеся притеснения евреев в Российской империи и массовые еврейские погромы. По состоянию на 2010 год в Российской Федерации находится 1,6 % от общей численности еврейского народа.
Национальное движение XIX века привело к появлению сионизма, основателем которого был Теодор Герцль, в своей книге «Еврейское государство» выразивший уверенность, что «нации, среди которых проживают евреи, все являются скрыто или открыто антисемитскими». В 1897 году в Базеле собирается Всемирный сионистский конгресс, который провозгласил курс на создание национального еврейского государства на территории исторической родины в Палестине. В Европе в конце XIX века в результате синтеза ряда антисемитских школ возник расовый антисемитизм. Он стал идеологией ряда крайне правых партий, в том числе пришедшей в 1933 году к власти в Германии НСДАП во главе с Адольфом Гитлером. В период Второй мировой войны в ходе так называемого «окончательного решения еврейского вопроса» нацисты уничтожили около 6 миллионов евреев Европы.
После войны ашкеназы инициировали создание Государства Израиль в 1948 году, на основе которого стала формироваться ивритоязычная нация израильтян. Тем не менее, некоторые ашкеназы сохраняют своё своеобразие и в Израиле.

## Ашкеназийский извод древнееврейского языка
Существует так называемый «ашкеназийский извод» — диалект древнееврейского языка (ло́шон-ко́йдеш, то есть «святой язык»), отличающийся от сефардского извода и современного иврита произношением некоторых гласных (огласовок) и согласных. В устной речи используют для чтения свитка Торы и молитв в ашкеназийских синагогах.

## Генетические болезни ашкеназов
Генетические исследования показывают общность происхождения ашкеназов от относительно небольшой, замкнутой еврейской группы, что, в силу эффекта бутылочного горлышка (оценочно, около IX—X века) и дрейфа генов оказало сильное влияние на их генофонд. Среди ашкеназов заметно повышен риск целого ряда генетических заболеваний, что вынуждает массово проводить генетические тесты. Так, доля носителей мутации болезни Тея — Сакса в их среде достигает 3 %, что превышает среднее значение на порядок и является одной из наблюдаемых причин детской смертности.